# Gare de Saint-Lothain
Gare de Saint-Lothain – przystanek kolejowy w Saint-Lothain, w departamencie Jura, w regionie Burgundia-Franche-Comté, we Francji.
Jest przystanekim kolejowym Société nationale des chemins de fer français (SNCF), obsługiwanym przez pociągi TER Franche-Comté.

## Położenie
Znajduje się na km 419,242 linii Mouchard – Bourg-en-Bresse, pomiędzy stacjami Poligny i Domblans - Voiteur. 

## Usługi
Jest obsługiwana przez pociągi TER Franche-Comté na trasie Besançon - Lyon.